# Leo Smith (compositor)
Leo Joseph Leopold Smith (Birmingham, Regne Unit, 26 de novembre de 1881 – Toronto, Canadà, 18 d'abril de 1952) fou un violoncel·lista i compositor canadenc d'origen anglès.
Estudià en la Universitat i en el Reial Col·legi de Música de Manchester i després d'haver romàs cinc anys a l'orquestra Hallé, dirigida per Richter, i altres cinc més a la del Covent Garden, passà al Canadà on fou nomenat professor d'harmonia i de violoncel del Conservatori de Toronto.
Com a compositor se li deuen diverses obres per a violoncel, melodies vocals, cors i música religiosa. Va publicar treballs sobre estètica musical i Rudiments of Music.